# 神瑞
神瑞（じんずい）は、南北朝時代の北魏において明元帝の治世に使用された元号。414年正月 - 416年4月。

## 西暦・干支との対照表
| 神瑞 | 元年  | 2年   | 3年   |
| 西暦 | 414年 | 415年 | 416年 |
| 干支 | 甲寅  | 乙卯  | 丙辰  |